# Cárdenas (Tabasco)
Heroica Cárdenas (Nederlands: Heldhaftig Cárdenas) is een stad in de Mexicaanse deelstaat Tabasco. Cárdenas heeft 79.875 inwoners en is de hoofdplaats van de gemeente Cárdenas.

## Galerij

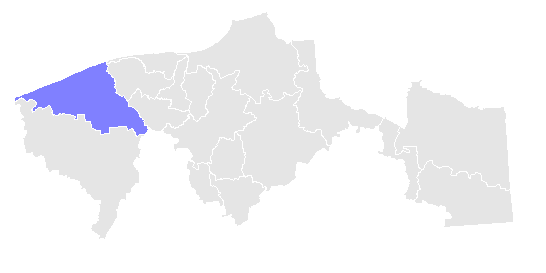
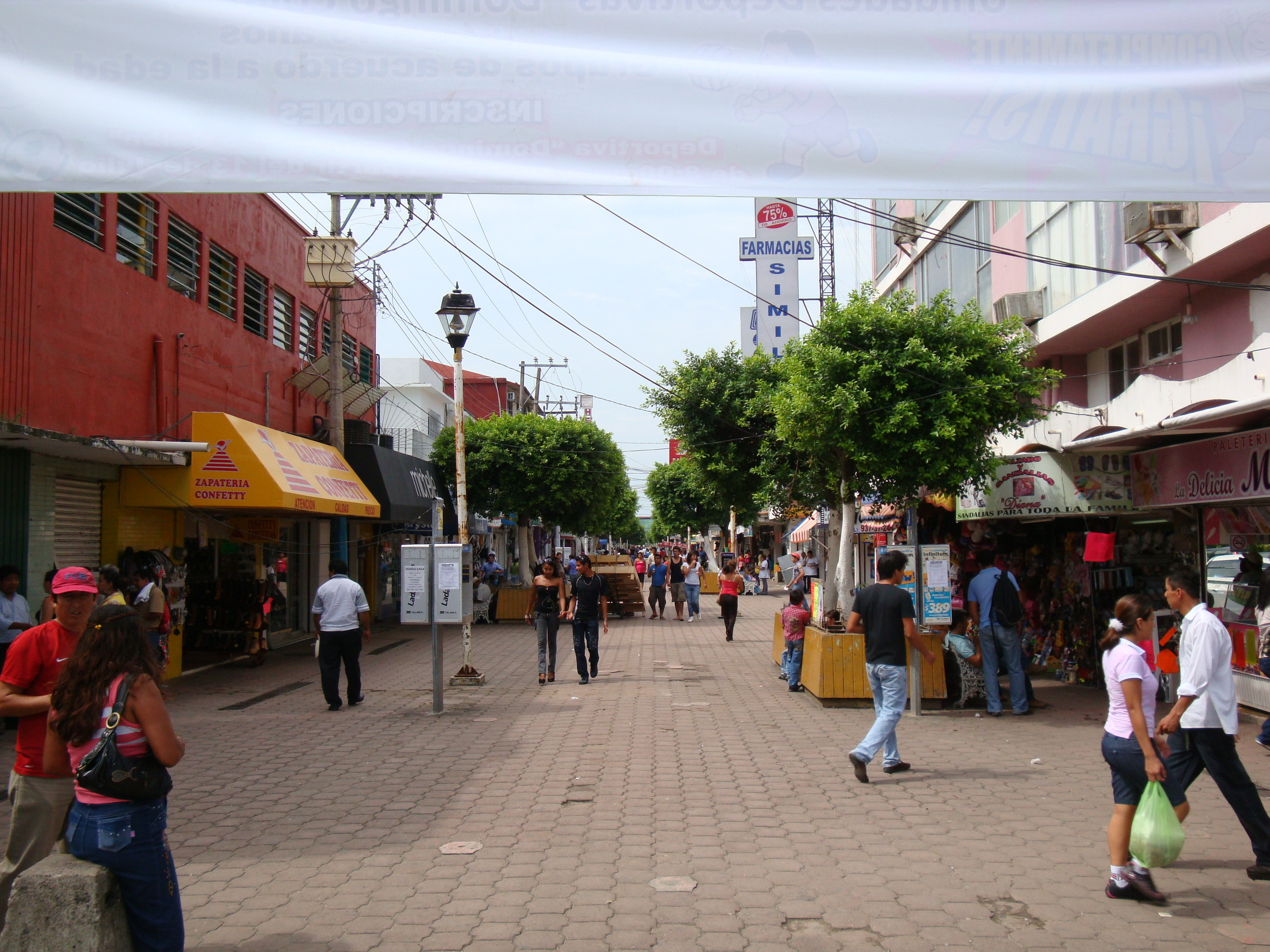
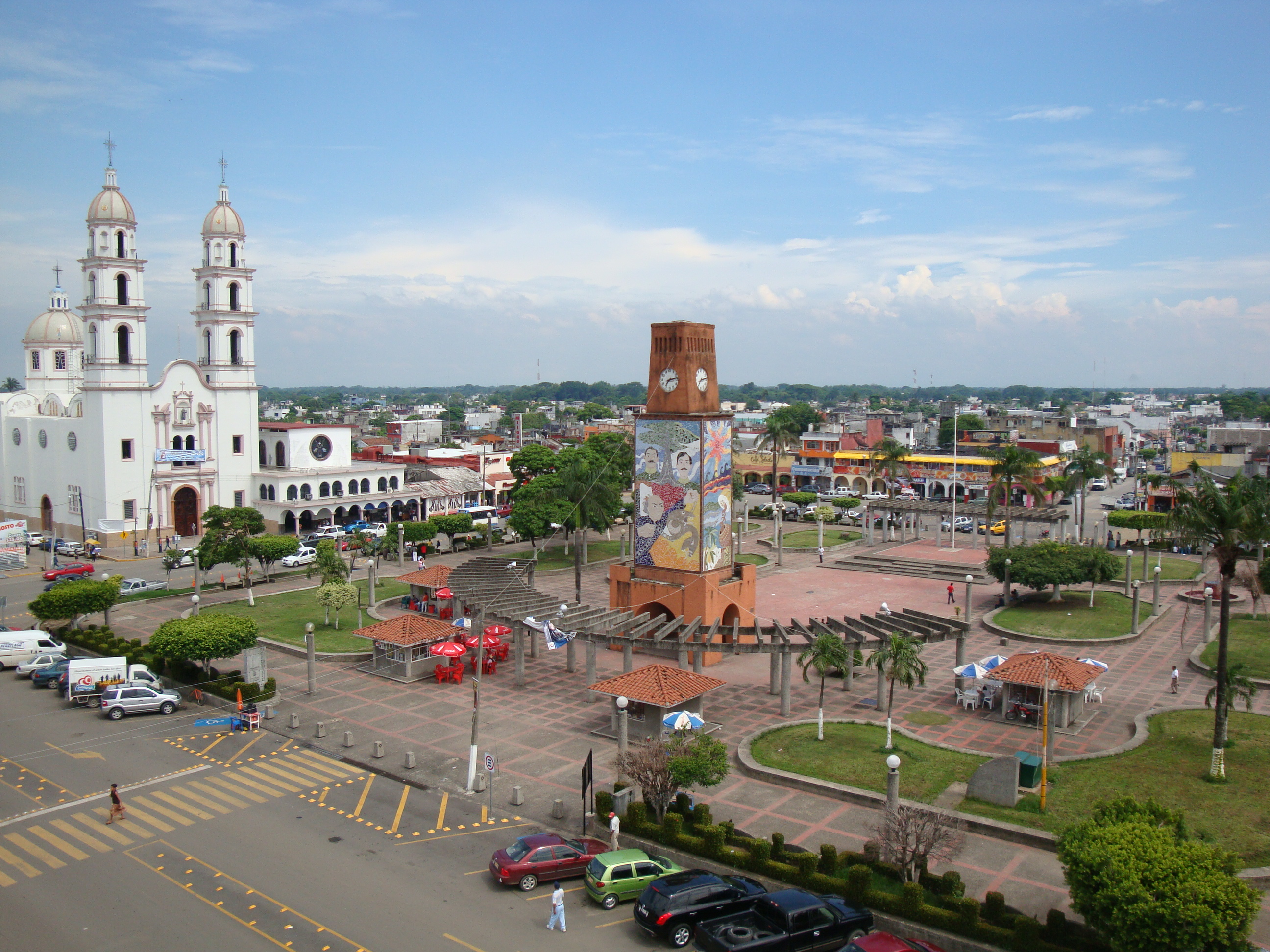

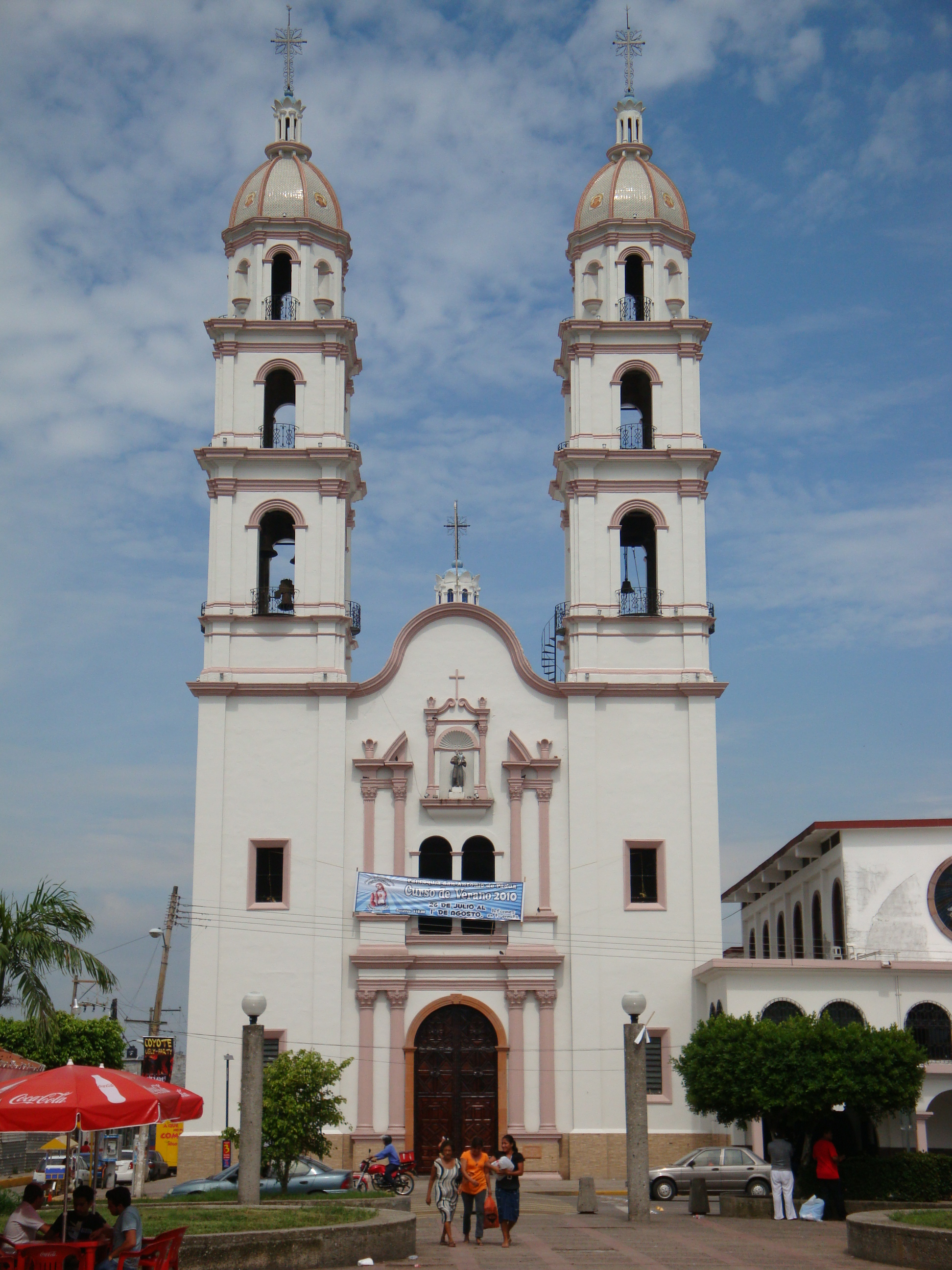

## Geboren
- Jesús Gallardo (1994), voetballer